# Xã Garfield, Quận Pocahontas, Iowa
Xã Garfield (tiếng Anh: Garfield Township) là một xã thuộc quận Pocahontas, tiểu bang Iowa, Hoa Kỳ. Năm 2010, dân số của xã này là 274 người.